# Die dummen Schweden
Die dummen Schweden, de enfaldiga svenskarna (även omnämnt i den grammatiskt felaktiga formen die dumme Schweden), är ett svenskt uttryck på tyska för det mindervärdeskomplex som svenskar kan drabbas av i kontakter med utlandet. 
Uttrycket är en faktoid och förekommer inte i tysktalande länder. Det kan i själva verket komma från det ungerska uttrycket buta svábok = dumma Schwaber, på tyska die dummen Schwaben, ett uttryck som verkligen finns och är i levande bruk. Det användes ursprungligen om donauschwaberna, en tysktalande minoritet utvandrad från Schwaben som levde i bland annat södra Ungern från 1700-talet fram till slutet av andra världskriget. 
Den tyske författaren Kurt Tucholsky stötte på uttrycket under sin tid i Sverige och skildrar det förundrat i ett kåseri i boken Glossen und Essays (1929).